# 小玉貞良

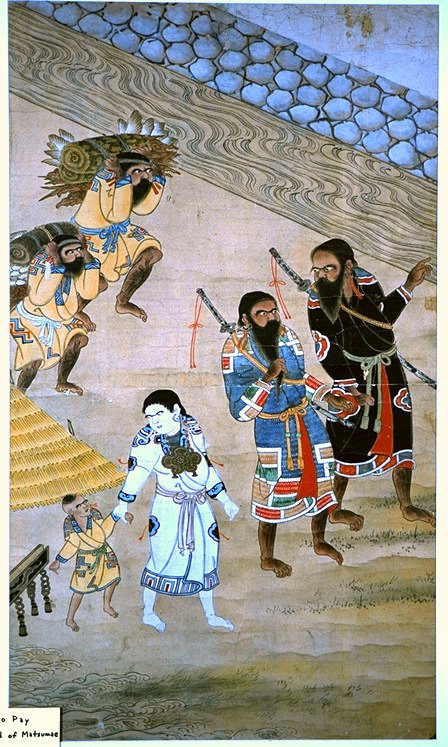
小玉貞良『古代蝦夷風俗之図』

小玉 貞良（こだま ていりょう、生年不詳 - 1759年（宝暦9年）以降）は、江戸時代中期の松前藩で活躍した絵師。蠣崎波響に先行して主にアイヌ絵を描いてその草分けとも評され、北海道の絵画史において最初期に位置する人物である。

## 略伝
落款に「松前産」「松前住」とあることから、松前藩出身で同地在住だったと推測される。玉圓齋、龍（圓）齋とも号した。作品以外に伝記は全く分からないが、松の木の定型化した描き方と、狩野派が好んで使用した壺形印を使っていることから、狩野派の流れをくむ絵師だとみられる。しかし、17世紀末から18世紀初めの松前に貞良の師となるような絵師はおらず、「蝦夷国漁場風俗図巻」にみられる近江商人との繋がりから、関西で絵を学んだと考えられる。
描かれたアイヌの着衣や耳輪などの時代推定から、現存するアイヌ絵の中で最も先行すると考えられ、貞良のアイヌ絵を規範として描かれた作品も多く残っている。新作品の発見で、貞良を遡る絵師が発見される可能性はあるものの、貞良がアイヌ絵の様式の一つを確立した絵師だと評価できる。なお、貞良の子あるいは弟子とみられる小玉貞晨という絵師もいる。

## 作品

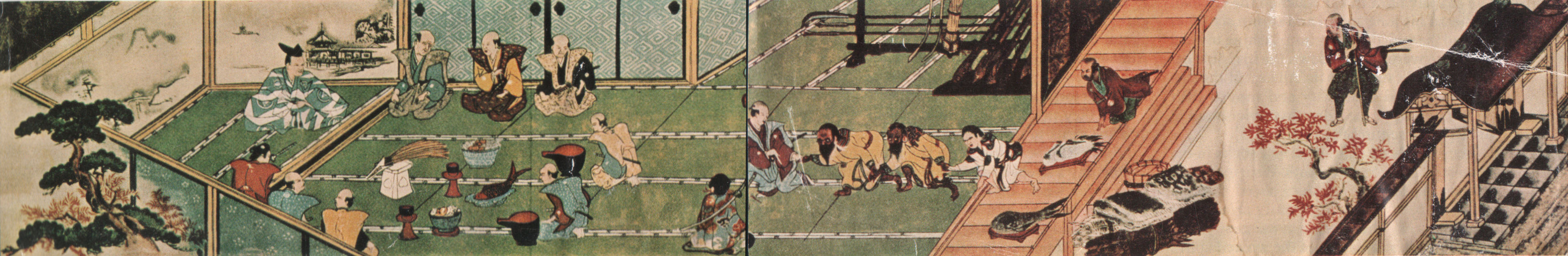
ウイマム（松前藩主への謁見行事）を描いた『ウイマム図』

| 作品名             | 技法     | 形状・員数 | 寸法（縦x横cm） | 所有者                                     | 年代     | 落款・印章                                                            | 備考 |
| ------------------ | -------- | ---------- | --------------- | ------------------------------------------ | -------- | --------------------------------------------------------------------- | --- |
| 松前・江差屏風     | 紙本著色 | 六曲一双   |                 | 個人                                       |          | 各隻に「龍圓齋行年七十才筆」/白文方印・朱文方印                       | |
| 松前屏風           | 紙本著色 | 六曲一隻   | 157.0x364.8     | 松前町郷土資料館                           | 宝暦年間 | 款記「小玉貞良筆」/「貞良」朱文方印・白文方印                         | 北海道指定有形文化財。恵比寿屋・岡田弥三右衛門の依頼で描いた。文化遺産オンラインに画像と解説あり。                     |
| 江差屏風           | 紙本著色 | 六曲一隻   |                 | 個人                                       |          | 款記「松前産龍圓齋貞良筆」/白文方印                                   | |
| 農家の十二ヶ月屏風 | 紙本著色 | 六曲一双   |                 | 松前町教育委員会                           |          | 各隻に款記「玉圓齋筆」/「貞良」朱文方印・「小玉氏」白文方印           | |
| 神農図             | 紙本墨画 | 1幅        |                 | 松前町教育委員会                           |          | 款記「龍圓齋貞良筆」/「小玉」朱文円印                                 | |
| 蝦夷国風図会屏風   | 紙本著色 | 六曲一隻   |                 | アイヌ民族博物館                           |          | 款記「松前生貞良」/「貞良」朱文方印                                   | 元々絵巻を屏風に貼り合わせたもの。断簡は縦27cm、横の総長は643cm                                                        |
| 蝦夷絵             | 紙本著色 | 1巻        | 28.0x1353       | 個人（市立函館博物館寄託）                 | 宝暦年間 | 款記「龍齋貞良筆」/「龍圓□□（二字不明）」白文方印・「小玉氏」白文方印 | |
| アイヌ風俗絵巻     | 紙本著色 | 1巻        | 19.5x393.5      | 國學院大學図書館                           |          | 款記「松前生貞良」/印文不明白文印・「小玉氏」白文方印                 | |
| 蝦夷国漁場風俗図巻 | 紙本著色 | 1巻        | 27.7x872.0      | 南オーストラリア州立美術館（アデレード市） |          | 款記「松前産貞良筆」/「小玉氏」白文方印・「小玉氏印」朱文方印         | 画中の和人の袖に近江商人宮川清右衛門を表す「萬屋」の紋があることから、萬屋が貞良に注文して描かせた作品だと考えられる。 |
| アイヌ盛装図       | 紙本著色 | 額装1面    | 93.5x38.5       | アイヌ民族博物館                           | 宝暦年間 | 款記「松前産貞良筆」/「小玉氏印」朱文方印・「小玉氏」朱文方印         | |
| アイヌ釣魚之図     | 紙本著色 | 1幅        | 40.9x57.6       | 天理大学附属天理図書館                     |          | 無款/「貞図」壺形印                                                   | |
| アイヌ章魚突きの図 | 紙本著色 | 1幅        | 84.8x34.8       | 天理大学附属天理図書館                     |          | 款記「貞良筆」/「小玉氏」白文方印                                     | |
| ウイマム図         | 紙本著色 | 1幅        | 101.0x59.0      | 北海道大学附属図書館北方資料館             |          | 無款                                                                  | |